# جهنم گابریل
جهنم گابریل یک رمان رمانتیک و شهوانی از یک نویسنده ناشناس کانادایی با تخلص سیلوین رینارد است. این داستان ابتدا در قالب یک رمان در سال ۲۰۱۱ توسط انتشارات امنیفیک منتشر شد. در ۴ سپتامبر ۲۰۱۲، این کار همراه با دومین کتاب مجموعه به نام خلسه گابریل منتشر شد. 
این مجموعه با پنجاه سایه گری مقایسه می‌شود، زیرا هردو در ابتدا فن فیکشنی از گرگ و میش بودند. این داستان در اصل به صورت آنلاین به عنوان فن فیکشنی از گرگ و میش با نام دانشگاه ادوارد میسون با تخلص سباستین روبیچاد منتشر شد. 
جهنم گابریل و دنباله آن در فهرست بهترین فروش نیویورک تایمز ظاهر شد.

## طرح
گابریل امرسون یک پروفسور جذاب و مرموز در دانشگاه تورونتو است. ظاهر سرد و کناره گیر او ماسکی بر رازهای تاریکش می‌باشد که با موفقیت مخفی کرده‌است؛ اگرچه او هرگز بر آن‌ها مسلط نشده است. یک دانشجوی دوست داشتنی و باهوش در سمینار او، یک خاطره مبهم را یادآور می‌شود -خاطره‌ای که گابریل نمی‌تواند به یادآورد ولی کلید شادی است که مدت‌ها فکر می‌کرد غیرممکن است.
جولین میچل، یک زن جوان مهربان است که هنوز با کودکی مملو از غفلت و سواستفاده دست و پنجه نرم می‌کند. وقتی او به دانشگاه تورونتو می‌رود، میداند که کسی از گذشته اش را خواهد دید - یک مرد که یک بار ملاقات کرده‌است. گابریل نمی‌داند که جولیا می‌داند که آن‌ها خاطره‌ای مشترک در لحظه‌ای مهم از زندگیشان دارند.
داستان پیرامون ارتباط هیجان انگیز گابریل و جولیا می چرخد. گابریل عشق بی‌قید و شرط جولیا را راهی برای رستگاری می‌داند. جولیا با خودش درگیر است درحالیکه یاد می‌گیرد به احساسات گابریل اعتماد کند. برای کسب دوباره شادی که با جدایی از هم، سال‌ها پیش از دست دادند، آن‌ها باید با گذشته‌های دردناک خود بجنگند و مانع توطئه‌هایی شوند که می خواهند این دو را از هم جدا کنند.

## کتاب‌های بیشتر
دومین کتاب این مجموعه، خلسه گابریل، همراه با جهنم گابریل در ۴ سپتامبر ۲۰۱۲ منتشر شد. کتاب سوم این سری، رستگاری گابریل، در ۳ دسامبر ۲۰۱۳ منتشر شد.